# Rhagastis acuta
Espèce
Rhagastis acuta est une espèce d'insectes lépidoptères de la famille des Sphingidae, sous-famille des Macroglossinae, tribu des Macroglossini, sous-tribu des Choerocampina et du genre Rhagastis . 

## Description
L' envergure varie de 66 à 74 mm. L'espèce ressemble à Rhagastis velata et Rhagastis hayesi. La partie supérieure de l'abdomen comporte une paire de bandes dorées latérales vestigiales ou bien développées. La face dorsale de l'aile antérieure est semblable à Rhagastis casto aurifera.  La face ventrale de l'aile antérieure comporte des points postmédicaux et une bande submarginale qui n'est pas jointe à la région basale. Le dessous de l'aile postérieure est dépourvu d'un petit point discal noir.

## Répartition et habitat
Répartition
L'espèce est connue dans l' Asie du sud-est, y compris l'Inde, la Thaïlande et l' Indonésie.

## Systématique
- L'espèce  Rhagastis acuta a été décrite par l'entomologiste britannique Francis Walker en 1856, sous le nom initial de Zonilia acuta[1].

### Synonymie
- Zonilia acuta Walker, 1866 protonyme